# Luka Peroš

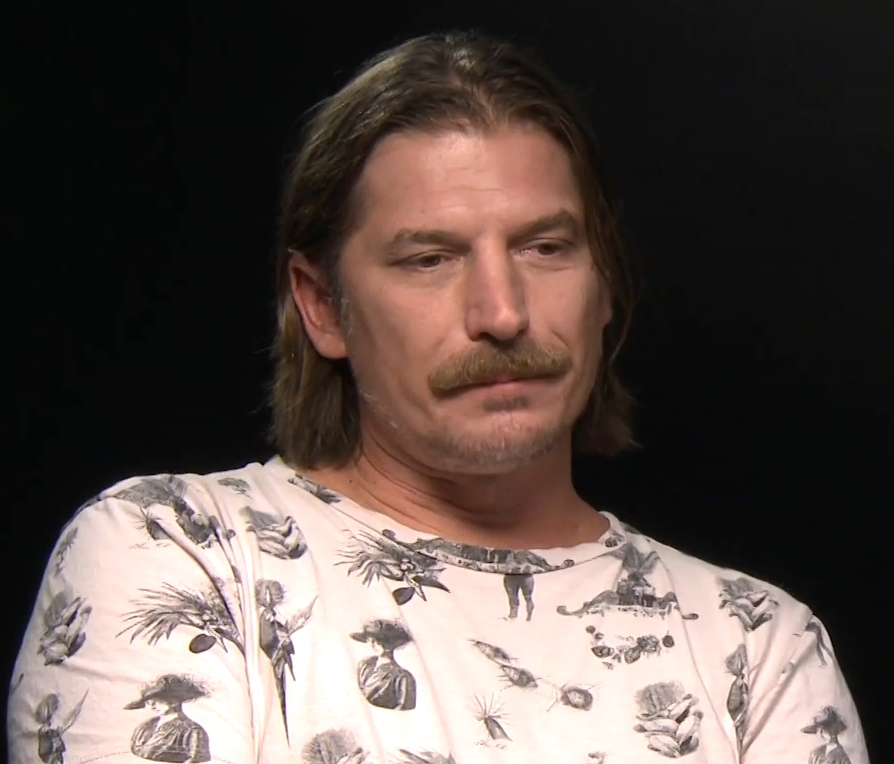
Luka Peroš (Juli 2019)

Luka Peroš (* 28. Oktober 1976 in Zagreb, Jugoslawien) ist ein kroatischer Theater- und Filmschauspieler sowie Synchronsprecher.

## Leben
Peroš begann 1995 mit einem Schauspielstudium am Emerson College in Boston. Zwischen 1997 und 1998 unterbrach er sein Studium in den Staaten und besuchte die University of Zagreb. 2000 verließ er das Emerson College mit dem Bachelor of Arts. Neben seinen Muttersprachen Kroatisch und Serbokroatisch spricht er Bosnisch, Serbisch, Deutsch und Englisch fließend, Spanisch, Französisch und Latein gut. Außerdem besitzt er Grundkenntnisse in Italienisch, Türkisch und weiteren slawischen Sprachen.
1998 wirkte er in den kroatischen Filmen Tri muskarca Melite Zganjer und Kanjon opasnih igara mit. Es waren seine ersten Filmrollen. 2004 hatte er eine Rolle in der internationalen Fernsehserie Lady Musketier – Alle für Eine. 2006 spielte er in der Fernsehserie Zabranjena ljubav in insgesamt 17 Episoden die Rolle des Adrijan Tomas. 2010 hatte er eine Rolle in der deutschen Filmproduktion Max Schmeling, wo ihm seine Deutschkenntnisse von Vorteil waren. 2010 wirkte er in der deutsch-US-amerikanisch-kanadischen Filmproduktion Bloodrayne: The Third Reich mit. Ein Jahr darauf spielte er dieselbe Rolle in der Parodie von Bloodrayne in Blubberella. Von 2019 bis 2021 spielte er den Charakter Marseille in der Netflix-Original-Serie Haus des Geldes.
Peroš ist auch als Synchronsprecher tätig. Er wirkte bei der Nachsynchronisierung der Toy-Story-Trilogie 2010 mit. Er lebte schon in Zagreb, Wien, Abu Dhabi, Boston und Los Angeles. Er war Teil des Ensemble des Croatian National Theatre in Rijeka und des Zagreb Puppet Theatre und ist Marionettenspieler.

## Filmografie

### Schauspieler
- 1998: Tri muskarca Melite Zganjer
- 1998: Kanjon opasnih igara
- 2004: Lady Musketier – Alle für Eine (La Femme Musketeer) (Mini-Fernsehserie, 2 Episoden)
- 2004–2005: Villa Maria (Fernsehserie, 6 Episoden)
- 2006: Zabranjena ljubav (Fernsehserie, 17 Episoden)
- 2006: Cekanje do slobodnog operatera (Kurzfilm)
- 2006–2007: Odmori se, zasluzio si (Fernsehserie, 3 Episoden)
- 2007: Hunting Party – Wenn der Jäger zum Gejagten wird (The Hunting Party)
- 2007–2008: Dobre namjere (Fernsehserie, 9 Episoden)
- 2008: Bitange i princeze (Fernsehserie, Episode 4x02)
- 2008: Nije kraj
- 2008: Niciji sin
- 2008: Tuzni bogatas (Mini-Fernsehserie, 4 Episoden)
- 2009: Krivo dijeljenje (Kurzfilm)
- 2009: Zakon! (Fernsehserie, Episode 1x22)
- 2010: Mamutica (Fernsehserie, 2 Episoden)
- 2010: Max Schmeling
- 2010: Suma summarum
- 2010: Bloodrayne: The Third Reich (Bloodrayne: The Third Reich)
- 2011: Blubberella
- 2011: Spica (Fernsehfilm)
- 2012: Rat mal, wer zur Hochzeit kommt (Fernsehfilm)
- 2012: Larin izbor: Izgubljeni princ
- 2012: Larin izbor (Fernsehserie, 4 Episoden)
- 2013: I/Nation (Fernsehfilm)
- 2013: Menú degustació
- 2013: Panzer Chocolate
- 2014: Broj 55
- 2014: El Niño – Jagd vor Gibraltar (El Niño)
- 2014: Steppeulven
- 2014: Wut (Kurzfilm)
- 2014: La que se avecina (Fernsehserie, Episode 8x08)
- 2014: Borgia (Fernsehserie, Episode 3x11)
- 2015: Sweet Home
- 2015: Kud puklo da puklo (Fernsehserie, Episode 1x169)
- 2015: Mar de plástico (Fernsehserie, 8 Episoden)
- 2016: Cuéntame (Fernsehserie, Episode 17x10)
- 2016: Überleben – Ein Soldat kämpft niemals allein (Mine)
- 2016: Wasn’t Afraid to Die
- 2017: Zlatni dvori (Fernsehserie, Episode 1x111)
- 2017: Sergeant Rex – Nicht ohne meinen Hund (Megan Leavey)
- 2017: Papillon
- 2017: El incidente (Fernsehserie, 2 Episoden)
- 2017: Der Barcelona-Krimi (Fernsehreihe, Folge 1: Über Wasser halten)
- 2018: Der Baum des Blutes (El árbol de la sangre)
- 2018: Francisco Boix: Der Fotograf von Mauthausen (El fotógrafo de Mauthausen)
- 2018: Foreigner (Kurzfilm)
- 2019: Matadero (Fernsehserie, Episode 1x04)
- 2019: Zigosani u reketu (Fernsehserie, 4 Episoden)
- 2019: The Spanish Princess (Mini-Fernsehserie, Episode 1x01)
- 2019: Intrigo: Samaria
- 2019: Mientras dure la guerra
- 2019: Los Rodríguez y el más allá
- 2019–2021: Haus des Geldes (La casa de papel) (Fernsehserie, 26 Episoden)
- 2020: Kommissarin Lucas: Die Unsichtbaren
- 2024: Mehmed Fetihler Sultani (Fernsehserie)

### Synchronsprecher (Auswahl)
- 1995: Toy Story
- 1999: Toy Story 2
- 2006: Cars
- 2010: Toy Story 3
- 2010–2014: Tajni dnevnik patke Matilde (Animationsserie, 14 Episoden)
- 2011: Rio
- 2012: Ice Age 4 – Voll verschoben (Ice Age: Continental Drift)
- 2013: Die Abenteuer von Mr. Peabody & Sherman (Mr. Peabody & Sherman)
- 2014: Rio 2 – Dschungelfieber (Rio 2)